# Heliconius rufofascia
Heliconius rufofascia är en fjärilsart som beskrevs av Heinrich Neustetter 1926. Heliconius rufofascia ingår i släktet Heliconius och familjen praktfjärilar. Inga underarter finns listade i Catalogue of Life.